# Schlitz
Schlitz település Németországban, Hessen tartományban. Lakosainak száma 9987 fő (2023. december 31.). Schlitz Bad Salzschlirf községgel határos.

## Népesség
A település népességének változása:
| Lakosok száma | 9631 | 9685 | 9764 | 9726 | 9892 | 9987 |
|               | 2015 | 2017 | 2019 | 2021 | 2022 | 2023 |